# 紀元前721年
紀元前721年（きげんぜん721ねん）は、西暦（ローマ暦）による年。紀元前1世紀の共和政ローマ末期以降の古代ローマにおいては、ローマ建国紀元33年として知られていた。紀年法として西暦（キリスト紀元）がヨーロッパで広く普及した中世時代初期以降、この年は紀元前721年と表記されるのが一般的となった。

## 他の紀年法
- 干支 : 庚申
- 中国
  - 周 - 平王50年
  - 魯 - 隠公2年
  - 斉 - 釐公10年
  - 晋 - 鄂侯3年
  - 秦 - 文公45年
  - 楚 - 武王20年
  - 宋 - 穆公8年
  - 衛 - 桓公14年
  - 陳 - 桓公24年
  - 蔡 - 宣侯29年
  - 曹 - 桓公36年
  - 鄭 - 荘公23年
  - 燕 - 繆侯8年
- 朝鮮
  - 檀紀1613年
- ユダヤ暦 : 3040年 - 3041年

## できごと

### 中国
- 魯の隠公が戎と潜で会合した。
- 莒軍が向に進攻し、向姜を連れ帰った。
- 魯の無駭が軍を率いて極に進攻し、費庈父が極を滅ぼした。
- 魯の隠公と戎が唐で盟を交わした。
- 紀の子帛と莒子が密で盟を交わした。
- 鄭軍が衛を攻撃した。